# Paul Guttmann (Schauspieler)
Paul Guttmann (* 23. September 1879 in Baden bei Wien; † vermutlich 1942 im Ghetto Minsk, Sowjetunion) war ein österreichischer Schauspieler, Regisseur und Inspizient.

## Leben und Wirken
Der Sohn des Schauspielers Alexander Guttmann (1851–1889) begann seine Theaterlaufbahn 1895 in Wiener Neustadt. Anschließend trat er vor allem in der k.u.k.-Provinz – Pilsen (Plzeň), Iglau (Jihlava), Marburg (Maribor), Esseg (Osijek) – auf und arbeitete gelegentlich auch als Inspizient, ehe er sich 1903 in Wien einfand. Dort wirkte Paul Guttmann als Schauspieler wie als Oberregisseur der Operette an Bühnen wie dem Johann-Strauß-Theater und dem Theater an der Wien. An der letztgenannten Spielstätte inszenierte er beispielsweise 1915 Oscar Straus’ Rund um die Liebe, 1917 Emmerich Kálmáns Die Faschingsfee und 1918 Franz Lehárs Wo die Lerche singt. Zeitweilig fungierte Guttmann auch als Direktions-Stellvertreter des Künstlertheaters Apollo. 
In späteren Jahren ging Guttmann auf Gastspielreisen, die ihn auch ins Ausland (z. B. nach Halle in Deutschland) führten. Vor die Kamera trat er nur sehr selten. Nach dem Anschluss Österreichs an das Deutsche Reich im März 1938 geriet der jüdische Künstler rasch in völlige Isolation. Am 28. November 1941 wurde Paul Guttmann ins Ghetto von Minsk deportiert und kam vermutlich im darauffolgenden Jahr ums Leben. 
Sein Zwillingsbruder war der Bühnenschauspieler Emil Guttmann, ein anderer Bruder der Schauspieler Arthur Guttmann (1877–1956).

## Filmografie
- 1928: Die beiden Seehunde
- 1934: Ein Stern fällt vom Himmel